# Judith Deutsch

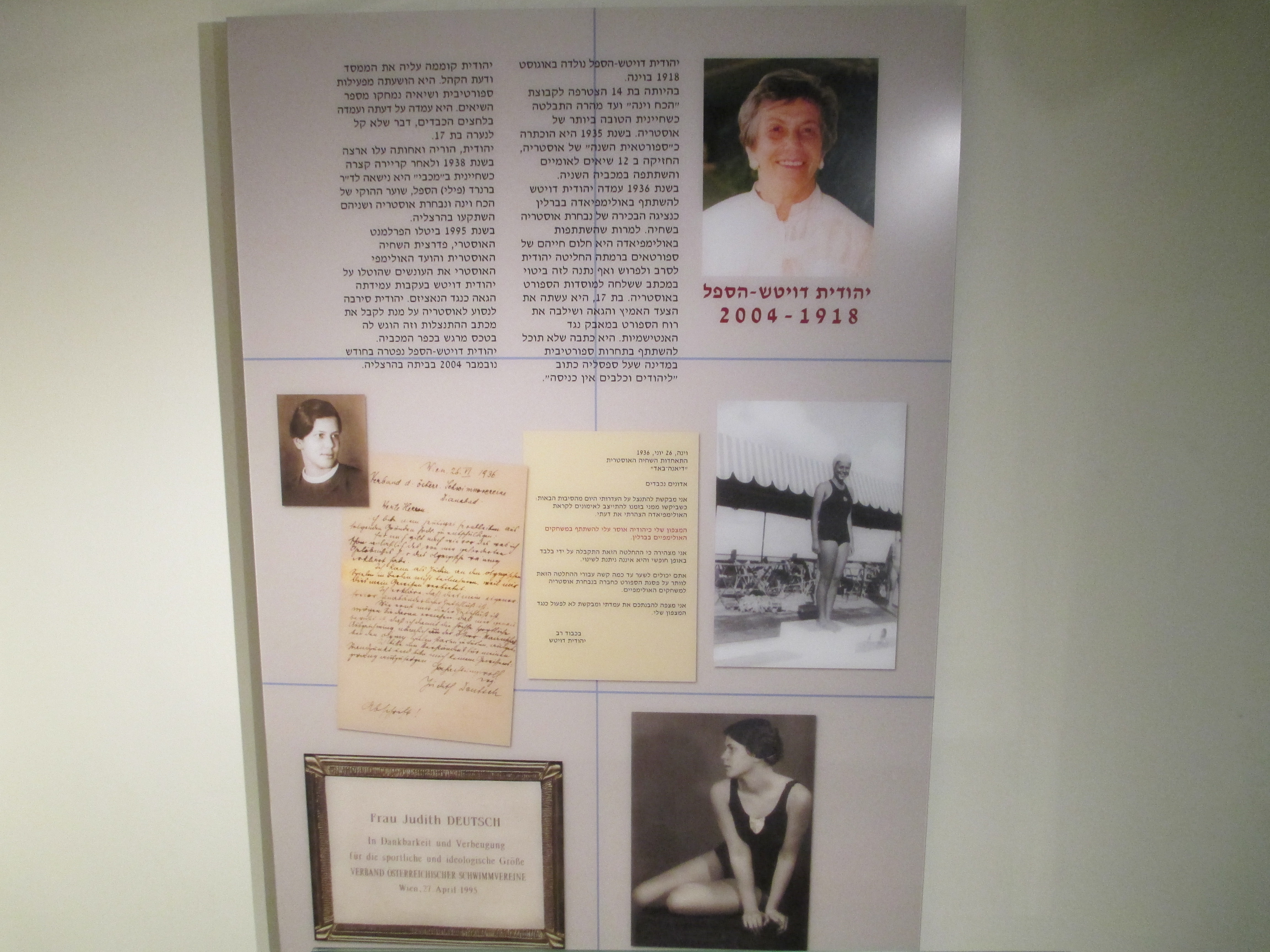
Erinnerungstafel in Ramat Gan

Judith Deutsch-Haspel (geboren am 18. August 1918 in Wien, Österreich-Ungarn; gestorben am 20. November 2004 in Herzlia, Israel) war eine der bekanntesten Schwimmerinnen des jüdischen Sportvereins Hakoah Wien.

## Leben
Judith Deutsch war bereits mit 15 Jahren österreichische Meisterin im Freistil über 400 Meter und war in den 1930er Jahren lange Zeit hindurch österreichische Rekordhalterin über alle Kurz-, Mittel- und Langstrecken. 1935 wurde sie zur Österreichischen Sportlerin des Jahres gewählt, nachdem sie 12 Bestzeiten aufgestellt hatte. 1936 erhielt sie das Goldene Ehrenzeichen als eine der drei herausragendsten österreichischen Sportpersönlichkeiten.
1936 wurden vom ÖOC acht jüdische Sportlerinnen und Sportler in das österreichische Olympiaaufgebot einberufen. Neben Judith Deutsch waren dies die Hakoah-Schwimmerinnen Lucie Goldner und Ruth Langer, der Gewichtheber Robert Fein, der Ringer Erich Fincsus und die Leichtathleten König, Gottlieb und Grete Neumann. Aus Protest gegen die NS-Rassenideologie weigerten sich außer Fein und König jedoch alle, an den Olympischen Spielen in Deutschland teilzunehmen. Dies war gemäß den Statuten des IOC ebenso erlaubt wie nach den Richtlinien des ÖOC. Während Robert Fein in Berlin eine Goldmedaille errang, wurden die Schwimmerinnen Deutsch, Goldner und Langer durch den Österreichischen Schwimmverband lebenslang gesperrt und ihnen alle nationalen Titel aberkannt. Erst nach massiven internationalen Protesten wurde die Sperre auf zwei Jahre reduziert, die Tilgung ihrer Namen aus der Liste der Bestleistungen blieb aber bestehen. Eine Rehabilitierung erfolgte erst 1995 anlässlich des 100-jährigen Jubiläums des Österreichischen Schwimmverbandes (VOS).
Judith Deutsch emigrierte noch 1936 nach Palästina. Sie ließ sich mit ihrer Familie in Haifa nieder, das zu dieser Zeit das einzige Schwimmbad in Palästina mit Olympiamaßen hatte. Judith Deutsch wurde Meisterin und repräsentierte 1939 die Hebrew University bei den World University Games. Einen Tag nach ihrem Medaillengewinn begann aber mit der deutschen Invasion in Polen bereits der Zweite Weltkrieg.
1995 wurde Judith Deutsch-Haspel von Otmar Brix, dem Präsidenten des ÖSV, nach Österreich eingeladen, um ihren Namen wieder in das offizielle Buch der österreichischen Schwimmrekorde einzutragen. Dies lehnte sie aber ab, da sie nicht mehr nach Österreich zurückkehren wollte. Das von einer österreichischen Delegation überbrachte offizielle Entschuldigungsschreiben, in dem auch die Aufhebung der Sanktionen ausgesprochen und ihre Titel, Medaillen und Rekorde wieder verliehen wurden, nahm sie aber gerne an.
Judith Deutsch wurde in die International Jewish Sports Hall of Fame als Vertreterin jener Athleten aufgenommen, die 1936 an den olympischen Wettkämpfen in Berlin hätten teilnehmen können, es aber vorzogen, die Spiele zu boykottieren. Im Jahre 2004 wurde die Geschichte des Schwimmerinnen-Teams der Hakoah Wien in der Dokumentation Watermarks verfilmt.
Im Alter von 86 Jahren starb Judith Haspel 2004 in Herzlia, Israel.

## Ehrung
Im Jahr 2014 wurde in Wien-Leopoldstadt (2. Bezirk) der neu errichtete Judith-Deutsch-Steg zur Überquerung von Eisenbahn und Handelskai für Fußgänger und Radfahrer nach ihr benannt. Im Jahr 2024 wurde der Judith-Deutsch-Weg in der Seestadt Aspern ebenfalls nach ihr benannt.